# Hunston (West Sussex)
Hunston – wieś w Anglii, w hrabstwie West Sussex, w dystrykcie Chichester. Leży 3 km na południe od miasta Chichester i 90 km na południowy zachód od Londynu. W 2001 miejscowość liczyła 1114 mieszkańców.